# Etheostoma vulneratum
Etheostoma vulneratum är en fiskart som först beskrevs av Cope, 1870.  Etheostoma vulneratum ingår i släktet Etheostoma och familjen abborrfiskar. Inga underarter finns listade i Catalogue of Life.